# Сарандинаки, Евстафий Павлович
Евстафий (Стаматиос или Стамати) Павлович Сарандинаки (Сарандаки) (1754, Греция — 4 [16] июля 1821, Севастополь, Таврическая губерния) — российский морской офицер, капитан-командор (1799).

## Биография
Родился около 1754 года в семье архонта Монемвасии Павлоса Сарандинаки (ум. 1770) и его супруги Елены Алексиано (1840—1816, Севастополь). В 1770 году, после смерти своего отца погибшего в сражении с турками, Евстафий был зачислен волонтером на суда русской эскадры в Архипелаге. Два его брата Федор (Теодорос; 1768—1834) и Константин (1764 — после 1821) также служили в русском флоте.
В 1771 году поступил волонтёром в состав Архипелагской эскадры, где служил на фрегате «Святой Павел» под командованием своего дяди Панагиото Алексиано в крейсерских плаваниях у берегов Сирии и Египта. 30 декабря 1771 (10 января 1772) года был произведён в констапели. C 1772 по 1774 год на корабле «Европа» крейсировал в Средиземном море и принимал участие в плаваниях между Аузой и Ливорно. В 1775 году на том же корабле в составе эскадры вице-адмирала А. В. Елманова перешёл из Ливорно в Кронштадт. В Кронштадте был зачислен в артиллерийскую команду, в которой находился до 1780 года.
В 1780 году произведен в чин унтер-лейтенанта морской артиллерии, после чего в кампанию 1780 и 1781 годов служил на корабле «Твёрдый», который в составе эскадры контр-адмирала Борисова совершал плавания из Кронштадта в Ливорно и обратно. 5 (16) марта 1782 году был произведён мичманы. 29 декабря 1782 (9 января 1783) года, после плавания на корабле «Трёх Святителей» в составе эскадры под командованием вице-адмирала А. И. Круза до Ла-Манша, был произведен в чин лейтенанта. В кампанию 1783 года был переведен на Чёрное море, где в 1784 году назначен командиром транспорта «Бористен». Командуя этим транспортом в кампании с 1785 по 1787 год совершал плавания между черноморскими портами.
1 (12) января 1787 года был произведен в капитан-лейтенанты и получил в командование «новоизобретённый» фрегат «Григорий Богослов», переоборудованный из транспортного судна «Бористен», которым он ранее командовал. В кампанию этого года в составе эскадры вице-адмирала Мордвинова принимал участие в сражении с турецким флотом в Очаковском лимане. В кампанию следующего 1788 года командовал тем же фрегатом в составе эскадры Поля Джонса и участвовал в сражениях с турецким флотом у Очакова, во время которого неприятельский флот был разбит и отошёл к Очакову. 3 (14) июля 1788 года за отличие во время боев на Днепровском лимане под Очаковом, был произведен в чин капитана второго ранга.
В кампании 1789—1790 годов командуя 40-пушечным фрегатом «Кирилл Белозерский» крейсировал по Черному морю. 8 (19) июня 1790 года участвовал в Керченском сражении, а 28 августа (8 сентября) 1790 года — в сражении у мыса Тендра. 

«Усердная Ваша служба и храбрые подвиги, оказанные Вами в сражениях и победах, одержанных флотом Нашим Черноморским над Турецкими превосходными силами в 28 и 29 день августа 790 года, обратили на себя Наше внимание и милость. Мы в изъявление оных ВСЕМИЛОСТИВЕЙШИ пожаловали Вас в 9 день февраля 791 года Кавалером ордена Нашего Святого Равноапостольного Князя Владимира … тщитесь продолжением ревностной службы вятше удостоиться Монаршего Нашего благоволения»
— Из Высочайшего рескрипта
31 июля (11 августа) 1791 года командуя 50-пушечным фрегатом «Святой Андрей Первозванный» отличился в сражении у мыса Калиакрия, за что 31 августа (11 сентября) 1792 года был награждён орденом Святого Георгия 4-й степени. В кампанию 1792 года командовал тем же фрегатом в порту Севастополя. 

«Храбрые мужественные подвиги, оказанные Вами во время знаменитой победы в конце последней кампании, одержанной под предводительством Контр-Адмирала Ушакова над Турецким флотом, который с великим поражением из среди моря был загнан в самую близость столицы Аттоманской, где Вы, командуя кораблём Святого Андрея, содержали оный в линии с отличной неустрашимостью, произвели бой с неприятелем, учиняют Вас достойным ордена Нашего военного Святого великомученика и Победоносца Георгия»
— Из Высочайшего рескрипта
В кампании с 1793 по 1798 год последовательно командовал фрегатом «Святой Андрей Первозванный» и линейным кораблём «Мария Магдалина» совершал крейсерские плавания в Чёрном море. При этом 1 (12) января 1796 года был произведён в капитаны 1-го ранга.
Во время военных действий в Средиземном море командовал флагманским кораблем эскадры вице-адмирала Ушакова «Святой Павел» и участвовал в захвате крепостей Цериго, Занте, Кефалония, Санта-Мавра, Видо и штурме Корфу. Также совершал плавания в Мессину и Палермо, после которых вернулся в Корфу.
28 ноября (9 декабря) 1799 года Сарандинаки был произведён в капитан-командоры, а 14 (26) декабря 1800 года был уволен в отставку. После увольнения занимался сельским хозяйством в имениях в Севастополе, выписывал урожайные сорта фруктовых деревьев, занимался виноградарством. В 1806 году — депутат в Комиссии для решения споров о праве на владение землями на Крымском полуострове. В 1807—1808 годах возглавлял Совестливый суд Таврической губернии.
По данным  Метрической книги севастопольской греческой Петропавловской церкви скончался в Севастополе 4 (16) июня 1821 года, завещав имение на благотворительные цели в Греции.

## Награды
- орден Святого Владимира (09.02.1791)[источник не указан 1712 дней];
- орден Святого Георгия 4-й степени (31.08.1792)[7].

## Семья
Евстафий Павлович был женат на Марии Афанасьевне (1776—?), дочери майора Балаклавского греческого пехотного полка Афанасия Матвеевича Манто (1746—1811). В 1797 году у них родилась дочь Елена, крёстным отцом которой стал капитан 1-го ранга Михаил Иванович Чефалиано.